# Húsvét
A húsvét egy keresztény és kulturális ünnep, a Krisztus-központú kalendárium központi főünnepe. Az Újszövetség szerint Jézus – pénteki keresztre feszítése után – a harmadik napon, vasárnap feltámadt.
Kereszthalálával megváltotta minden ember bűnét, feltámadásával pedig győzelmet aratott a halál felett.
A valláson kívül a tavaszvárás, a tavasz eljövetelének ünnepe is, amelyet március vagy április hónapban (a Hold állásának megfelelően) tartanak.
A húsvétnak megfeleltethető az időben korábban kialakult zsidó vallási ünnep, a szabadság ünnepének (hág háhérut) is nevezik. A húsvét a pészahhal ritkán esik egybe, mivel a Hold járása szerinti naptár és a két változó ünnep számításától függ. A húsvét közeli időpontra esik a tavaszi nap-éj egyenlőség idején tartott ősi pogány termékenységi ünnepekhez is (például Ostara), amelyek eleme az újjászületés. Az ünnep napjainkban sokak számára a tavasz beköszöntének ünnepe, amely vallástalan tartalommal, a szabadban töltött szórakozást jelenti, a húsvéti nyúl és a húsvéti tojás szimbólumaival.

## A név eredete
Húsvét az azt megelőző időszak, Jézus sivatagi böjtjének emlékére tartott negyvennapos nagyböjt lezárulását jelzi. A katolikus kereszténységben böjtnek nevezett, valójában „húshagyó” táplálkozási időszak után ezen a napon szabad először húst enni. (Erre utal a magyar húsvét szó is: a hús magunkhoz vételének első napja.) A böjt utolsó hetének neve: „nagyhét”, a húsvét utáni hét húsvét hete, egyes magyar vidékeken „fehérhét” – fehérvasárnapig tart. A magyar szó: „húsvét”, a negyvennapos böjt lezárulását jelzi. Melléknévi származéka a húsvéti, amelynek első írásos előfordulása 1470-ből való.
A húsvétnak mint tavaszváráshoz kapcsolható zsidó ünnepnek héber neve „pészah”. A szó „kikerülés”-t, „elkerülés”-t jelent, utalva arra, hogy a halál angyala elkerülte a zsidóknak bárány vérével megjelölt házait. Innen származik a ritkábban használt angol név, a passover is. A kifejezés az ünnep magyar nevében nem található meg, de Csíkménaságon a húsvéti körmenet neve: „kikerülés”.
Az angol Easter a német Ostern szóval együtt keresendő. Őse egy germán istennő, Ostara a tavasz keleti (v. ö. angol East, német Ost) úrnője, ünnepe a tavaszi nap-éj egyenlőség idején volt. Ostarához kapcsolódik a tojás és a nyúl szimbóluma. Dél-Németországból ismert az a húsvéti népszokás, hogy a felnőttek tojásokat rejtenek el a tavaszi fűben, és azokat a gyerekeknek kell megtalálniuk.

## A húsvét helye az egyházi évben

### Nyugati kereszténység (katolikus egyház)
A keresztény egyház szertartásaiban a hosszú ünnepi időszak átfogja a kora tavasz és a nyár elejei hónapokat. Az előkészületi idő a nagyböjt, amely Jézus negyvennapos böjtjének emlékére, önmegtartóztatásra tanít. Ezt a húsvéti ünnepek (virágvasárnap, nagyhét, nagypéntek, nagyszombat, húsvéti szent háromnap) követik, s a húsvéti ünnepkör a pünkösddel zárul. A húsvéttól a pünkösdvasárnapig tartó időszakot húsvéti időnek, míg húsvét napjától a fehérvasárnapot megelőző szombatig tartó napokat húsvét hetének nevezik.
A ciklus a karácsonyi ünnepkör párja, de jóval régebbi annál. Latin neve: Septuagesima – azaz „hetvened”, mert hetven napig tart.

## A húsvét időpontja
A nyugati kereszténység húsvétvasárnapja legkorábban március 22-ére, legkésőbb április 25-re esik. (A keleti kereszténységben is ugyanígy van Julián naptár szerint.) A következő nap, húsvéthétfő a legtöbb keresztény hagyományú államban hivatalos ünnep.

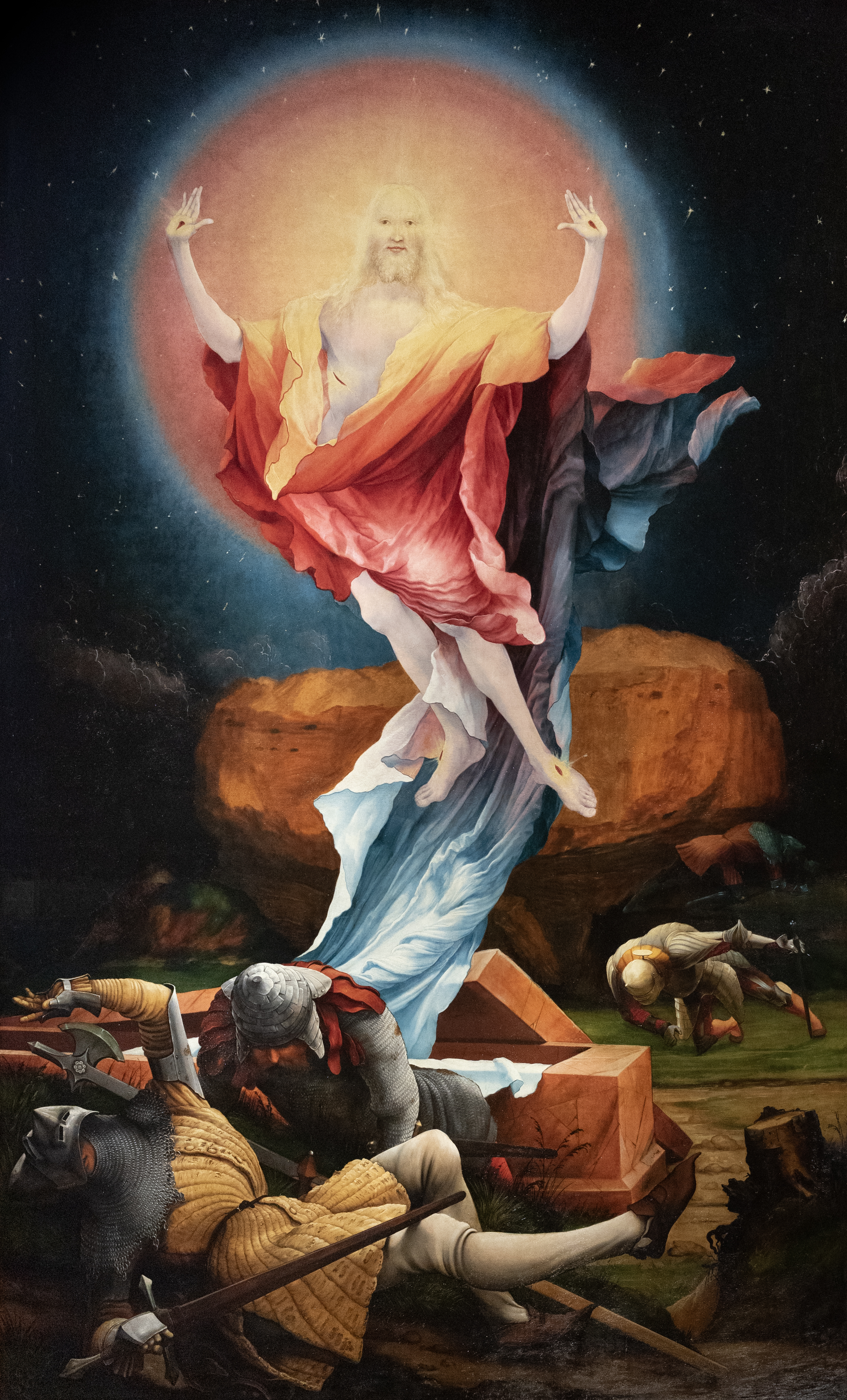
Feltámadás, Matthias Grünewald fő művének, a híres isenheimi szárnyas oltárnak az egyik képe

A húsvét és a hozzá kapcsolódó ünnepek a mozgó ünnepek közé tartoznak, azaz nem esnek a Julián naptár szerinti év ugyanazon napjára minden évben. A Nap mozgása mellett a Hold mozgásától is függ a dátum – némileg a héber naptárhoz hasonló módon. A húsvét helyes időpontja gyakran vita tárgya.
Az első niceai zsinat 325-ben határozott úgy, hogy az egyház tagjai a húsvétot ugyanazon a vasárnapon ünnepeljék, és pedig legyen a keresztény húsvét időpontja a tavaszi nap-éj egyenlőség utáni első holdtöltét követő vasárnap. Sajnos ennek meghatározására nem jelöltek ki módszert, így például az alexandriai pátriárka és a római pápa alá tartozó egyházrész másképpen számította a húsvét időpontját. Később a 6. században alkotta meg Dionysius Exiguus azt az eljárást, amely azóta is az alapját képezi a húsvét időpontja kiszámításának.
Amennyiben csillagászati értelemben vesszük a „tavaszi nap-éj egyenlőséget követő első holdtölte utáni vasárnap” formulát, természetesen nem feltétlenül kapjuk meg a húsvétot. A katolikus egyház 1581-ben kánonban rögzítette azt a számítási módot, mely meghatározza ennek naptári helyét. Mostanra az ortodox egyházakon kívül minden keresztény egyház ehhez az eljáráshoz tartja magát. Az ortodox egyházak dátumszámítási módszere maradt a Gergely-naptárreform előtti Julián-eljárás.
1997-ben az Egyházak Világtanácsa szíriai, Aleppóban tartott ülésén javasolták, hogy a hagyományos, képletekre és táblázatokra alapuló számítás helyett csillagászati megfigyelések alapján határozzák meg a keresztény húsvét időpontját. Ezáltal megszüntethető lenne a keleti és nyugati egyház közötti eltérés is, hiszen a megfigyelés (illetve a közvetlen csillagászati meghatározás) mindegyik egyházrész számára objektív módon rögzítené az ünnepnap dátumát. A reformjavaslat szerint a bevezetés 2001-ben lett volna, de lényegében egyik tag sem fogadta el még.
Ferenc pápa 2015 júniusában bejelentette, hogy a római katolikus egyház kész megváltoztatni a húsvétszámítás módját, annak érdekében, hogy a katolikusok húsvétja egybeessen más keresztény vallások húsvétjával.

## A húsvét dátuma
A listában vastagított szedés jelzi a nyugati kereszténységben lehető legkorábbi vagy legkésőbbi időpontot, míg dőlt szedés jelöli azt az esetet, amikor Gergely-naptár szerint egybeesik a keleti kereszténység húsvétja a nyugatiéval.
| Év   | Nyugaton    | Keleten     |
| ---- | ----------- | ----------- |
| 2020 | április 12. | április 19. |
| 2021 | április 4.  | május 2.    |
| 2022 | április 17. | április 24. |
| 2023 | április 9.  | április 16. |
| 2024 | március 31. | május 5.    |
| 2025 | április 20. | április 20. |
| 2026 | április 5.  | április 12. |
| 2027 | március 28. | május 2.    |
| 2028 | április 16. | április 16. |
| 2029 | április 1.  | április 8.  |
| 2030 | április 21. | április 28. |
| 2031 | április 13. | április 13. |
| 2032 | március 28. | május 2.    |
| 2033 | április 17. | április 24. |
| 2034 | április 9.  | április 9.  |
| 2035 | március 25. | április 29. |

## A római katolikus egyház húsvéti szertartásai

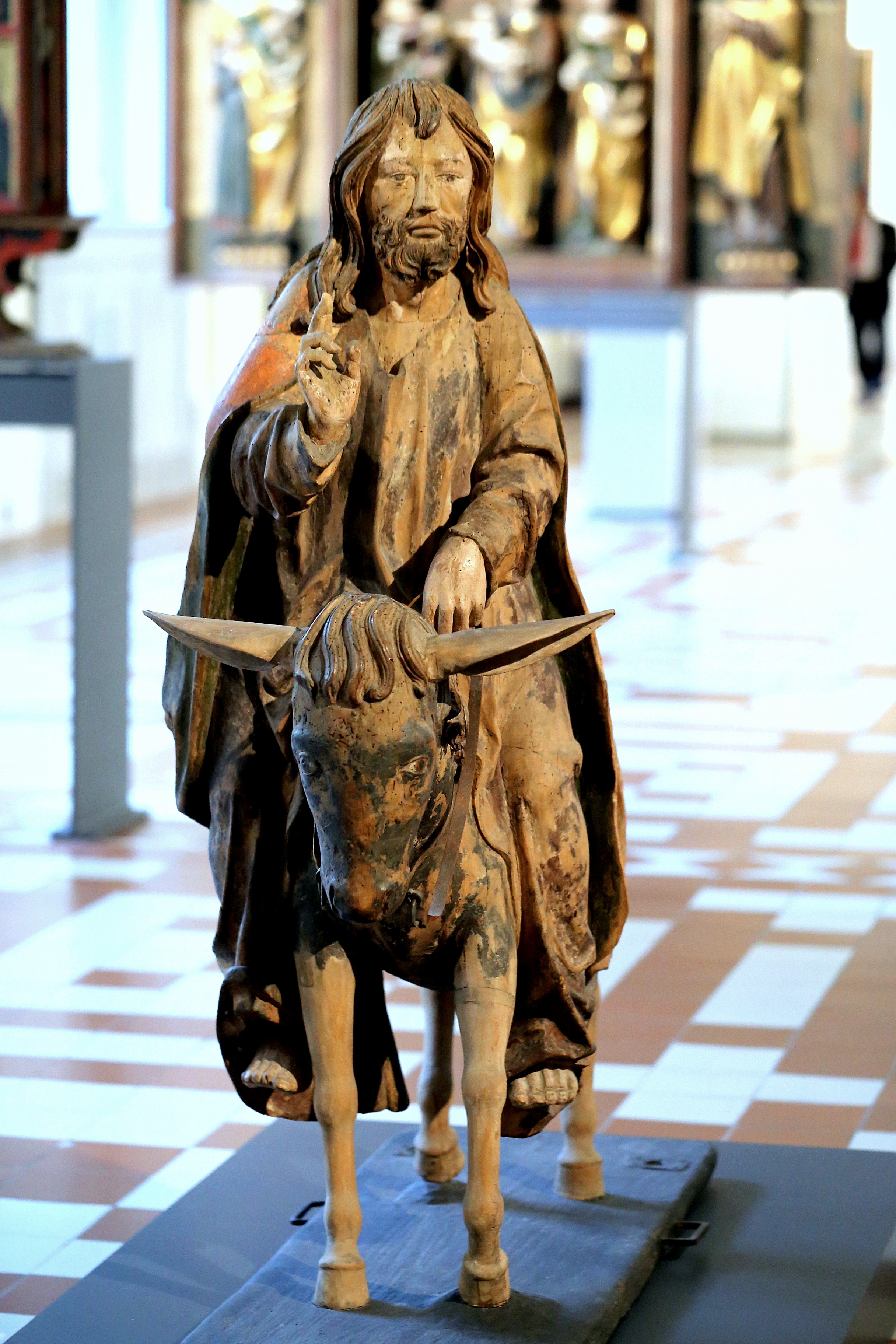
Krisztus virágvasárnapi, jeruzsálemi bevonulását mutató barokk kori, hordozható körmeneti szobor (Bode Múzeum, Berlin)

### Virágvasárnap
Virágvasárnap szerepe, hogy bevezesse a szent háromnap liturgiáját. Egyben a nagyböjti előkészület csúcspontja is, mert a Jeruzsálembe való megérkezést jelenti. Ezen a napon a pap a vértanúságot jelképező piros ruhát vesz fel. A misén Máté, Márk, Lukács evangéliumából olvassák fel a passiót, meghatározott rendben, minden évben másikat.
A nagyhéten hétfőn, kedden és szerdán nincs különösebb szertartás.

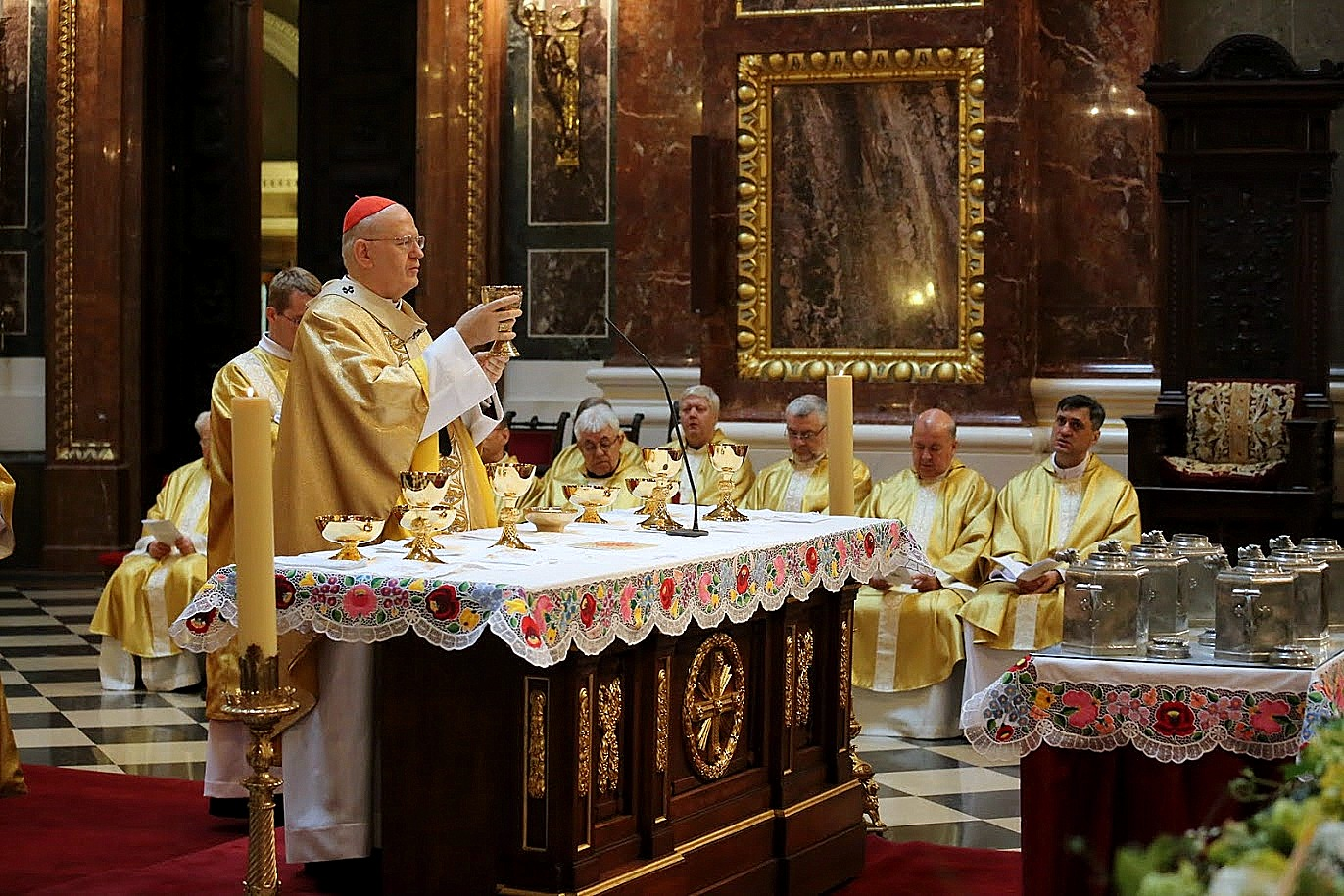
Nagycsütörtök, krizmaszentelés a Szent István bazilikában (2011)

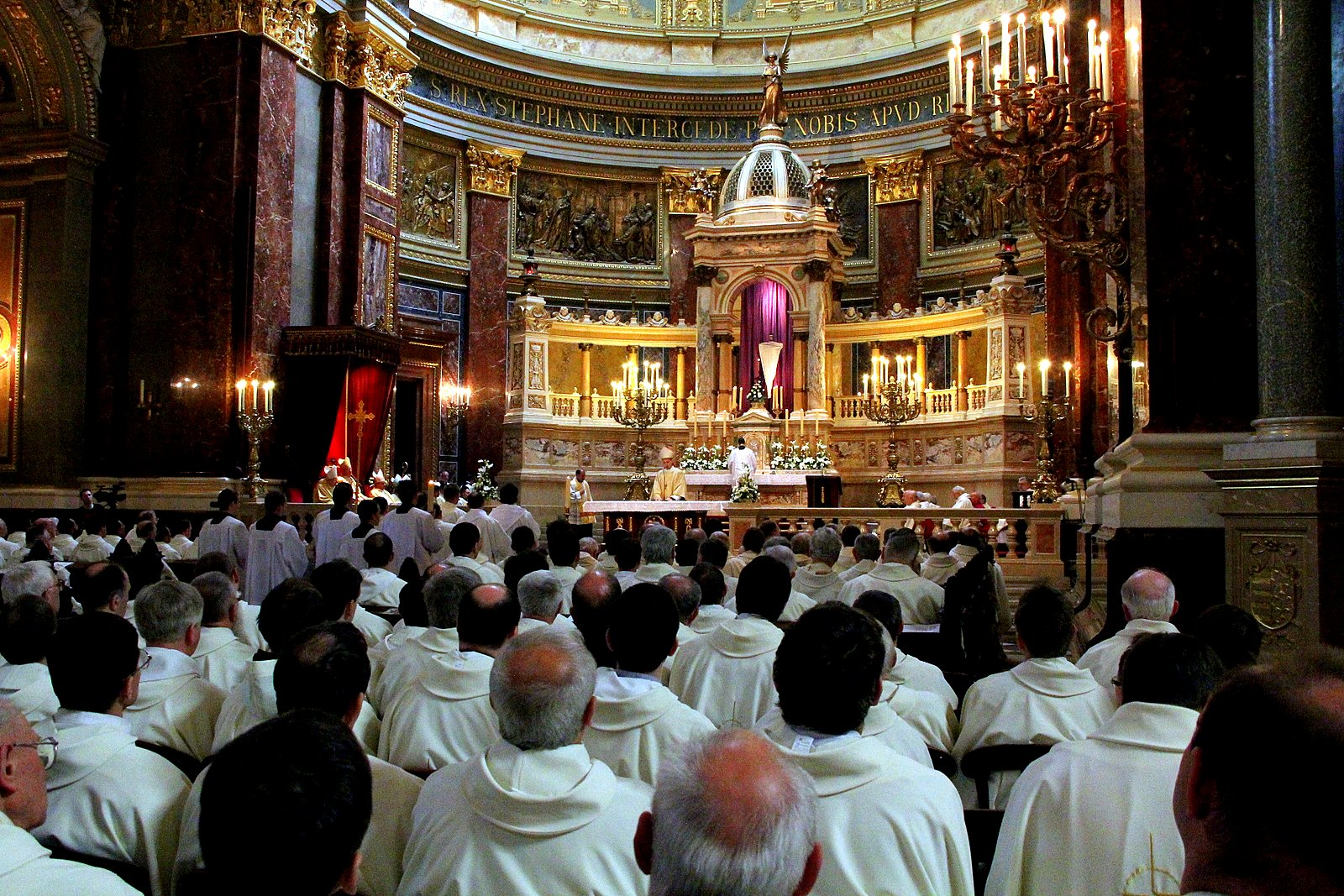
Nagycsütörtök, krizmaszentelési mise a Szent István bazilikában, az Esztergom-Budapest Egyházmegye papsága részvételével (2011)

### Nagycsütörtök
Nagycsütörtök az utolsó vacsora emléknapja, az Eucharisztia (oltáriszentség) alapításának ünnepe.
Ilyenkor a székesegyházakat kivéve minden templomban csak egy mise van, az esti órákban. Tilos bármilyen más mise.
A székesegyházban délelőtt van az úgynevezett Krizmaszentelési mise. Ezen a misén az adott egyházmegye összes papjának részt kell vennie. Itt megújítják papi fogadalmukat, valamint a püspök megáldja és megszenteli az azt követő évben használt szent olajokat és a krizmát.
Háromféle szent olaj van, amit meghatározott szertartásban használnak:
1. Keresztelendők olaja
2. Betegek kenete
3. Krizma (Balzsammal kevert faolaj, kereszteléskor, bérmáláskor, papszenteléskor és templomszenteléskor használják.)

A nagycsütörtöki esti misén a pap az örvendezést, ünneplést jelentő fehér ruhában van. Az orgona szól, egészen a Dicsőség a magasságban Istennek… kezdetű himnuszig, ami alatt szólnak a harangok, és a csengők is. Utána húsvét vigiliájáig se az orgona, se a csengő nem szól. („A harangok Rómába mentek…”) Ez jelképezi, hogy senki nem szólt Jézus mellett. A prédikáció után (ahol megtartják) a lábmosás szertartása jön. Ennek hagyománya a Bibliában található, Jézus az utolsó vacsorán megmosta tanítványai lábát. A mise után következik az ún. oltárfosztás. Ez jelképezi, hogy Jézust megfosztották ruháitól. Ennek nincs szertartása, csendes. A mise után általában a templomokban virrasztást szoktak tartani, mondván Jézus tanítványai elaludtak.

### Nagypéntek
Ezen a napon nincs mise. Téves és kerülendő kifejezés a „csonka mise”.
Nagypénteken Igeliturgia van, áldoztatással. A pap a szertartást piros vagy lila öltözékben végzi. A papság és a segítők teljes csendben vonulnak be a templomba, s az üres oltárszekrény (tabernákulum) előtt leborulnak. Ezt követi az Igeliturgia: Isten szenvedő szolgájáról szól az olvasmány, a szentlecke, és János evangéliumából olvassák fel a passiót. Ezután jön az évente egyszeri tisztelgés a kereszt előtt, a Kereszthódolat. Az igeliturgia teljes csendben áldoztatással ér véget. Nincs áldás, nincs elbocsátás.
A keresztről levett Krisztust ölében tartó és fiát sirató Mária ábrázolása, valamint húsvéti szokások

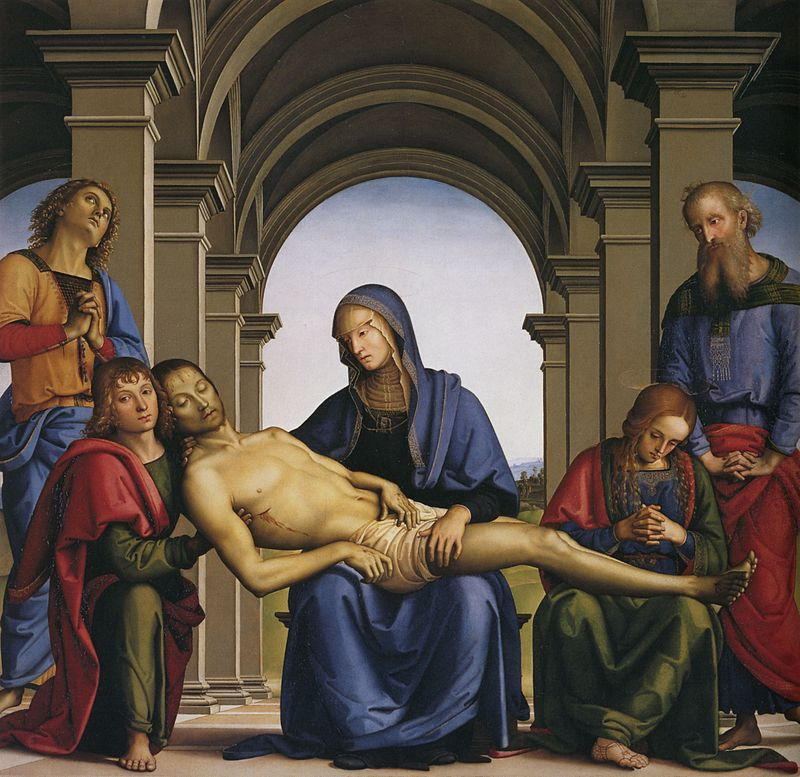
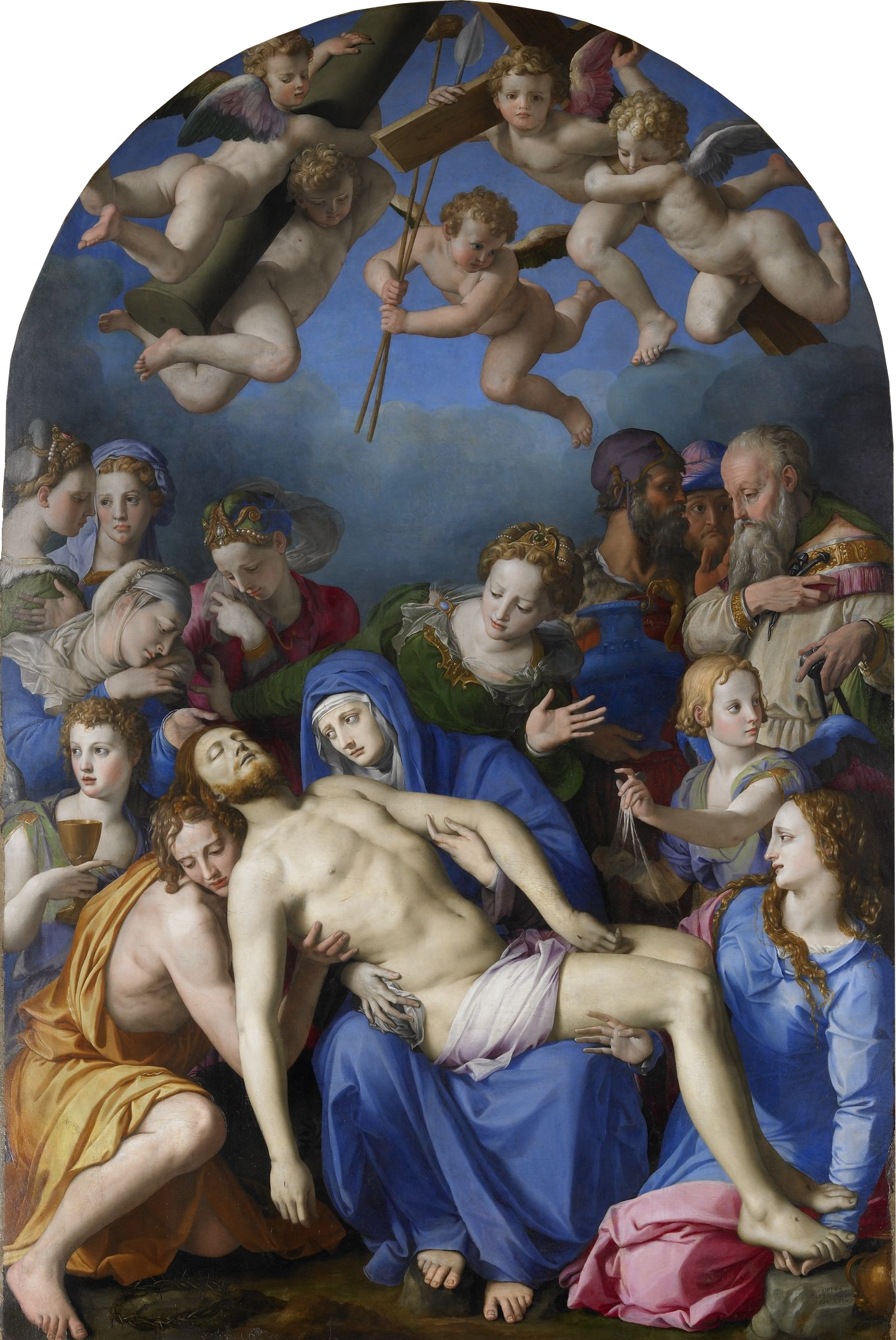
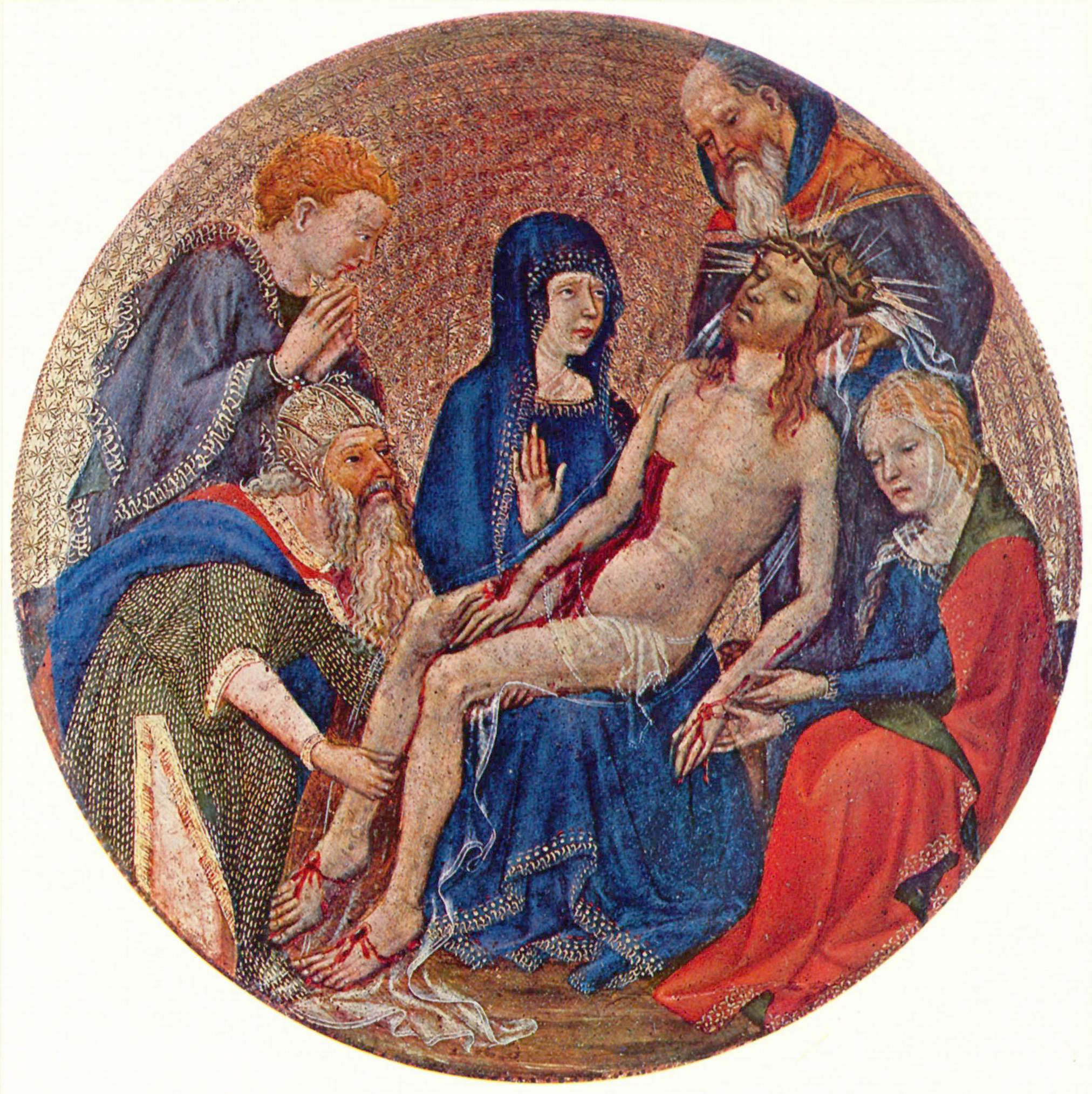
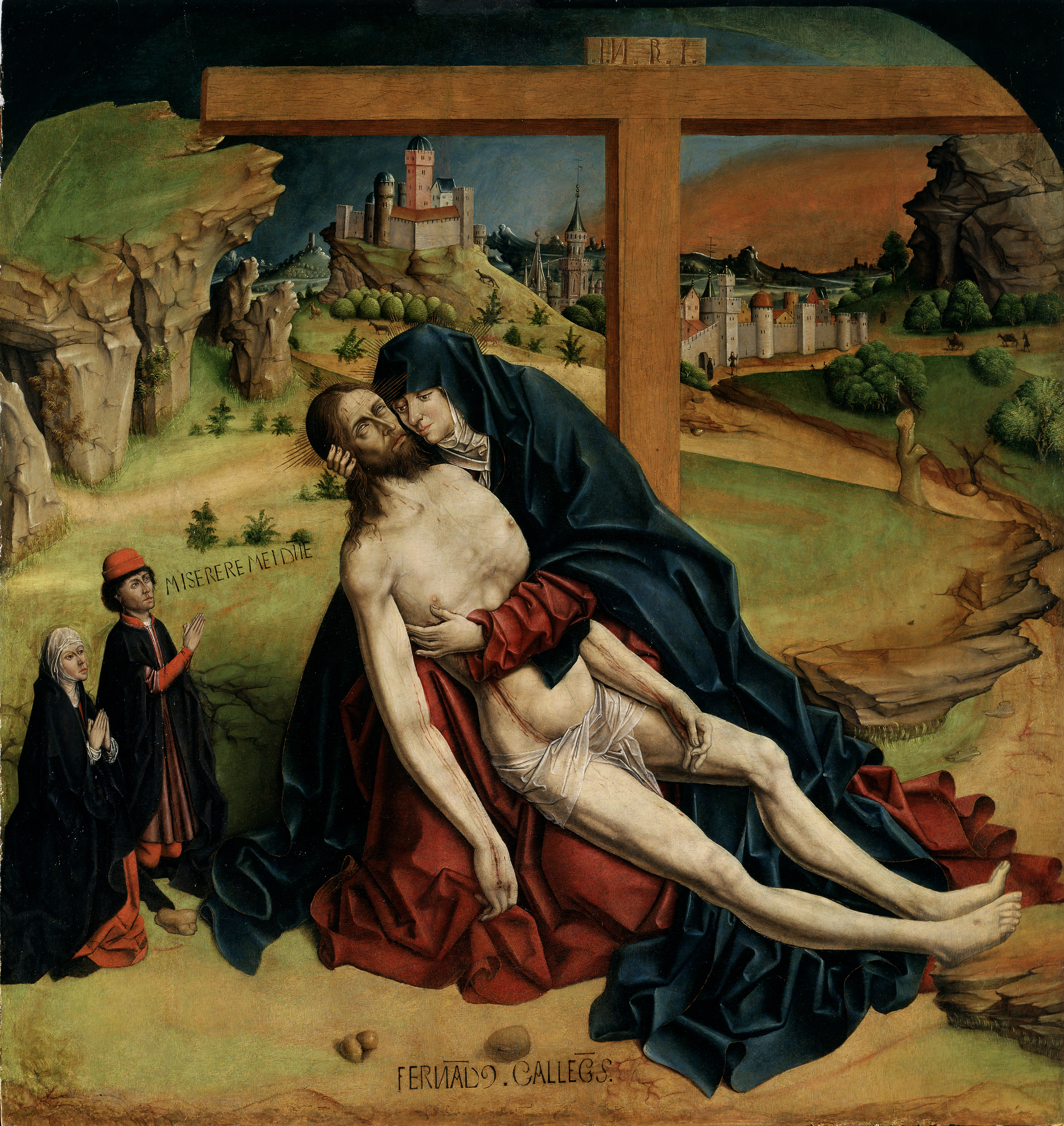
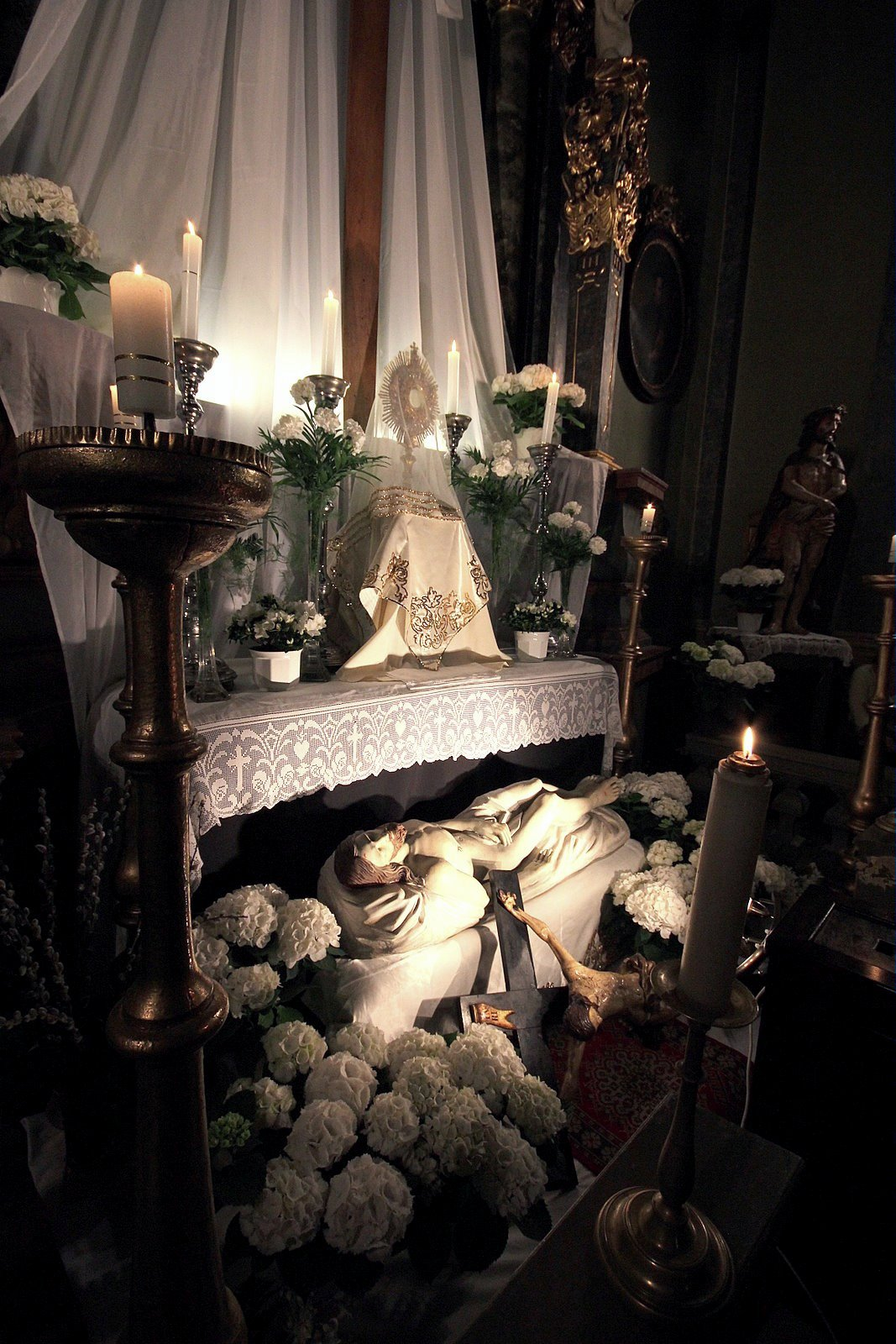
Szent-sír, a budai Szent Anna-templomban
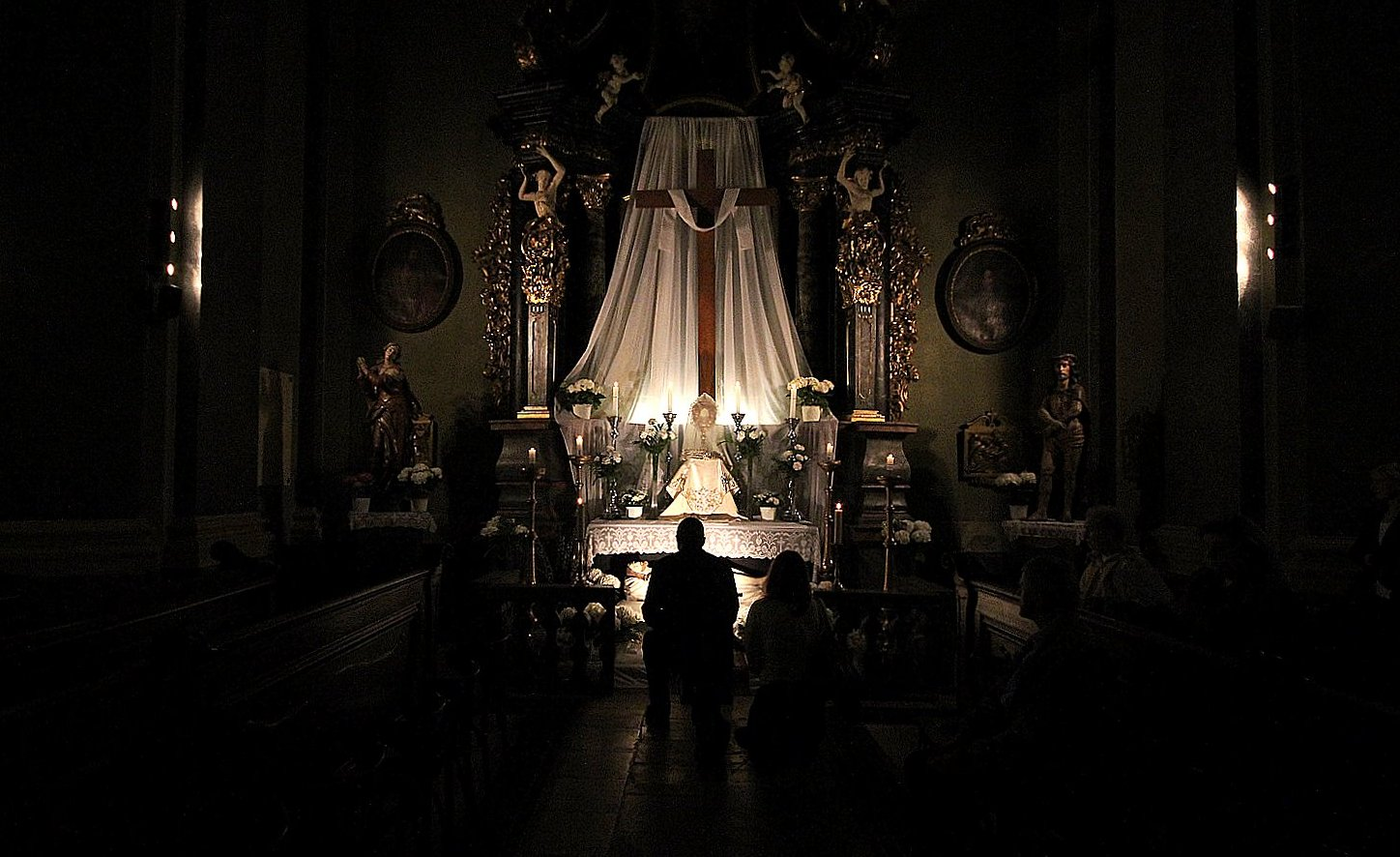
Szent-sír, a budai Szent Anna-templomban

### Nagyszombat
Ezen a napon napközben semmilyen szertartás nincs, a „nagyszombati liturgia” kifejezés téves. A katolikus időszámításban (ősi zsidó hagyományokra alapozva) szombat este a sötétedés után már vasárnap van, ezért a szombat esti misét vasárnap vigíliájának nevezik.
Húsvét vigíliája az év legszebb, de legbonyolultabb szertartása. A pap az öt részből álló szertartást fehér öltözékben végzi.
1. Fényliturgia
Ekkor történik a tűz megáldása, majd arról a húsvéti gyertya meggyújtása. A húsvéti gyertya (minden résztvevőnél van) jelképezi a feltámadt Jézust. A templomba való bevonulás után énekli a pap a húsvéti öröméneket.
2. Igeliturgia
Az Igeliturgiában kilenc olvasmány található. Hét az ószövetségből, egy szentlecke, és az evangélium, ebből legalább három ószövetségit és az evangéliumot fel kell olvasni. A Szentlecke előtt megszólal az orgona, harangok és a csengők is, amik nagycsütörtök óta hallgatnak. A Szentlecke után felhangzik az alleluja (az örvendezés éneke), ami egész nagyböjtben nem szerepelt a liturgiában. A prédikáció után a keresztségi igék megújítása következik.
3. Keresztségi liturgia
Ha vannak keresztelendők, akkor itt történik meg a keresztelés. Ez is régi hagyomány, mivel régen mindig húsvét vigíliáján keresztelték meg a jelölteket. Megáldják a keresztkutat és a szenteltvizet.
4. Eukarisztia liturgiája
Innen a mise a hagyományos rend szerint folytatódik, de sokkal ünnepélyesebben.
5. Körmenet
Ez nem tartozik szervesen a vigíliához. Lehet körmenetet tartani a mise végén, ezzel „hirdetni a világnak”, hogy feltámadt Krisztus.

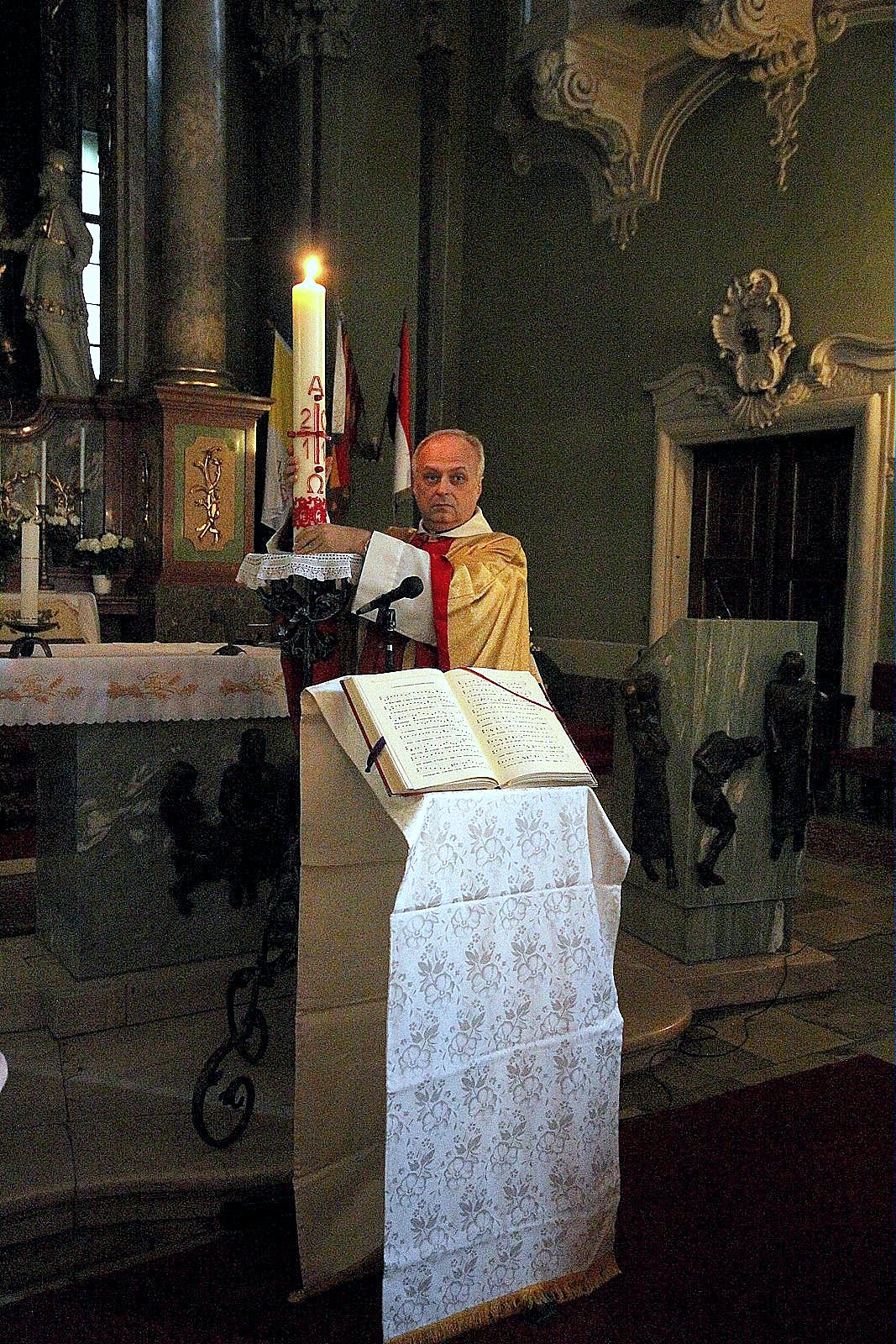
A húsvéti gyertya meggyújtása az „új tűzről” – a nagyszombati liturgia része
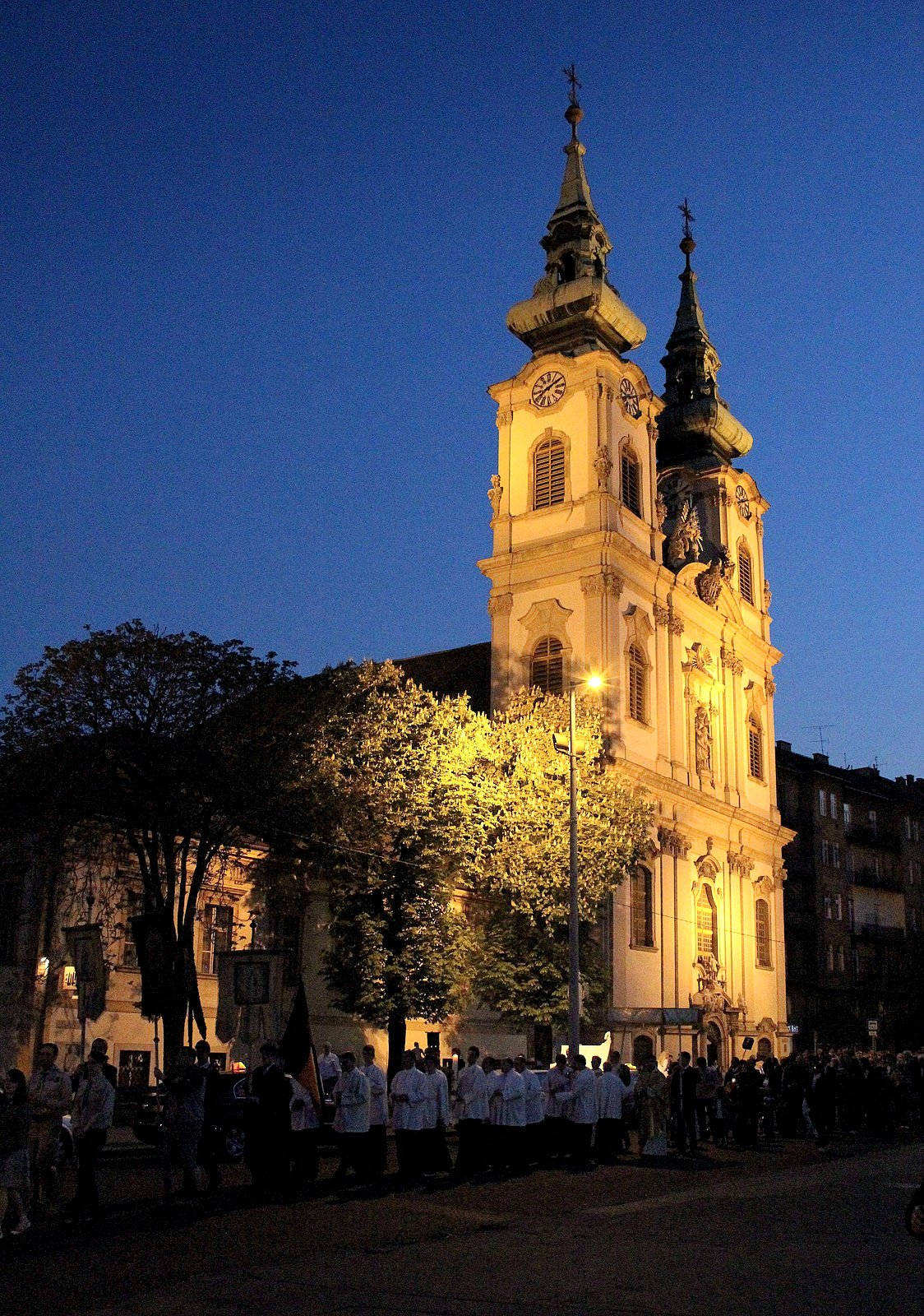
A budai Szent Anna-templom nagyszombati feltámadási körmenete, 2011
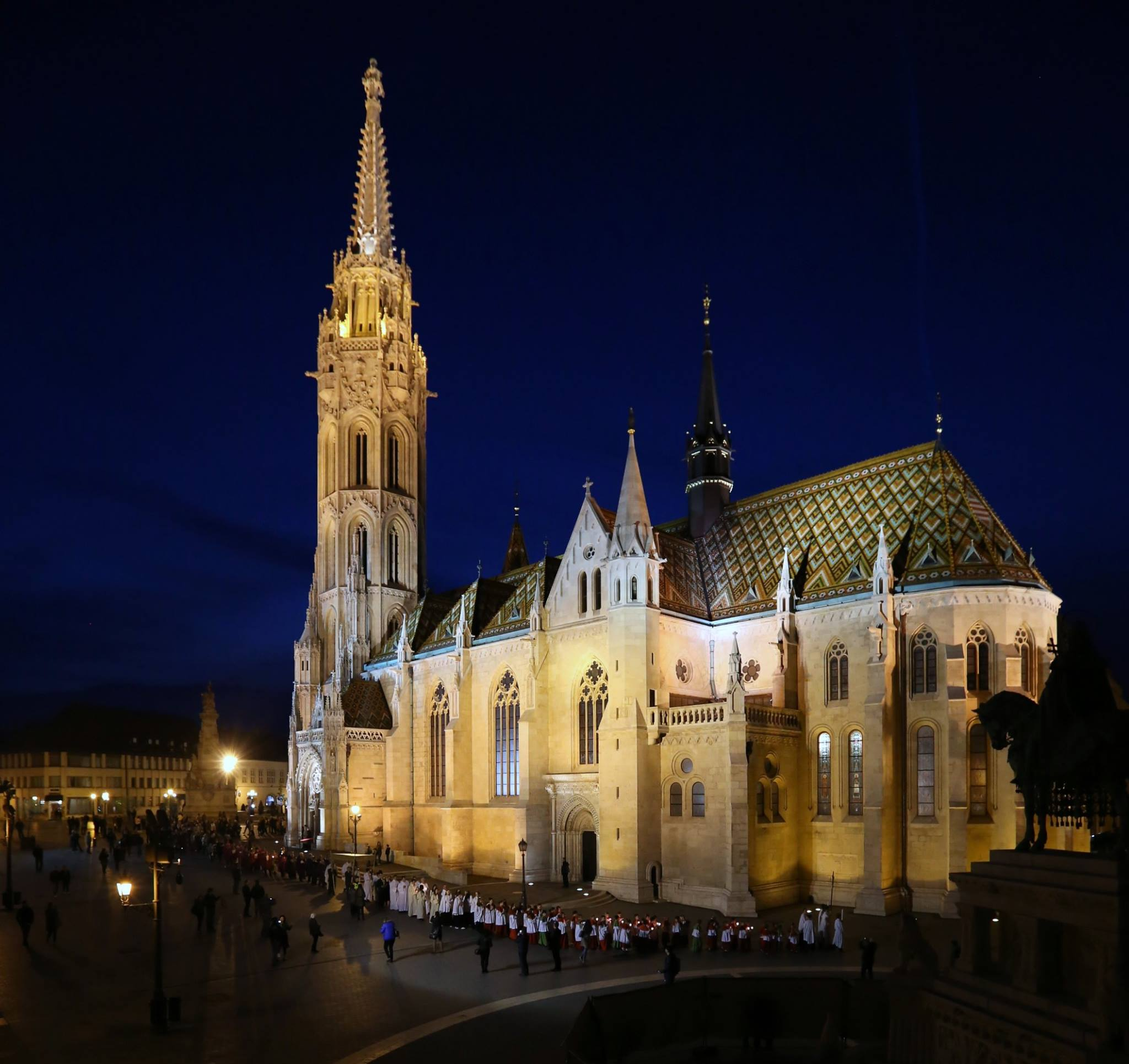
A Mátyás-templom nagyszombati feltámadási körmenete, 2016
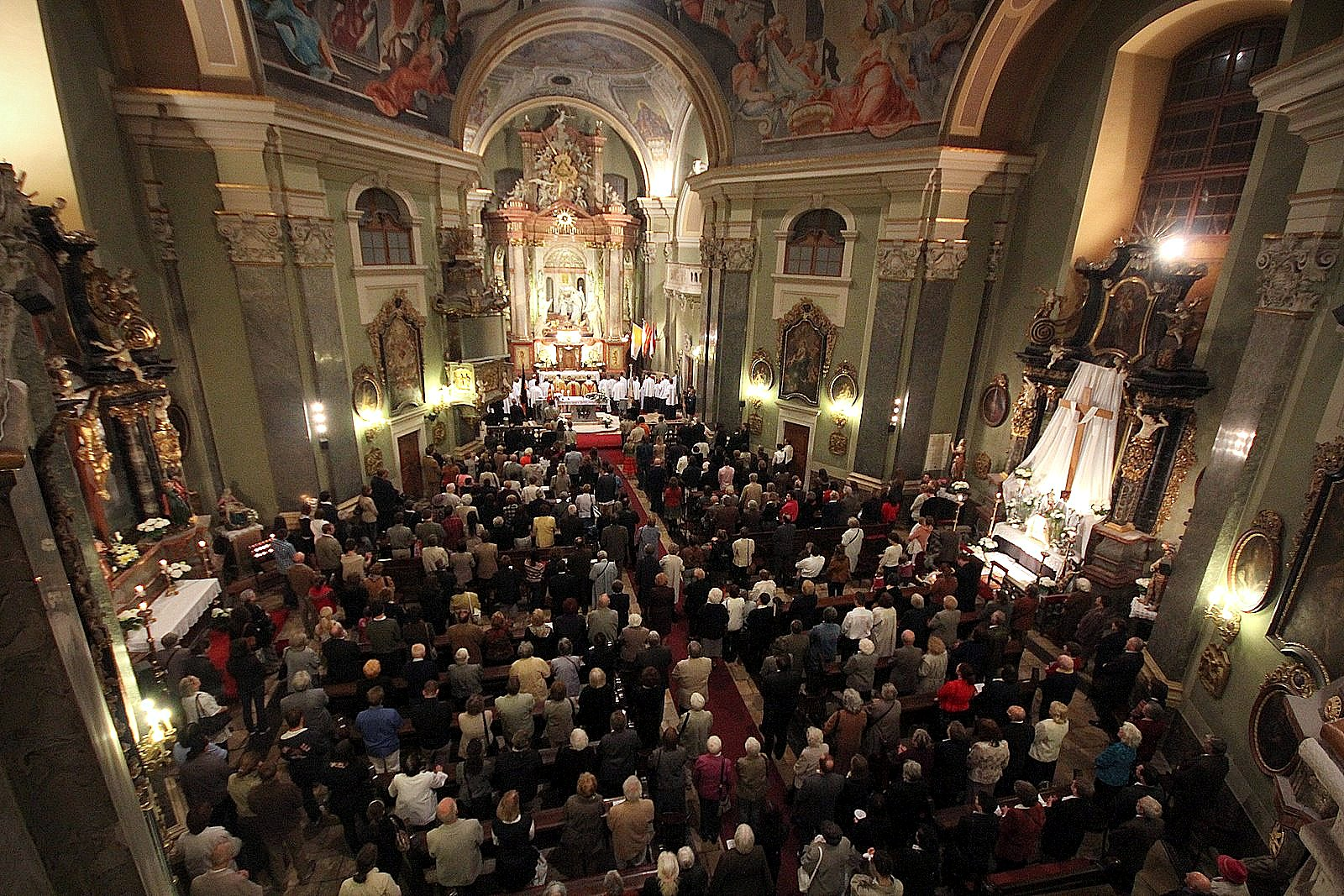
Húsvét a budai Szent Anna-templomban. A nagyszombati feltámadási körmenet után a Te Deum közös éneklése, 2011
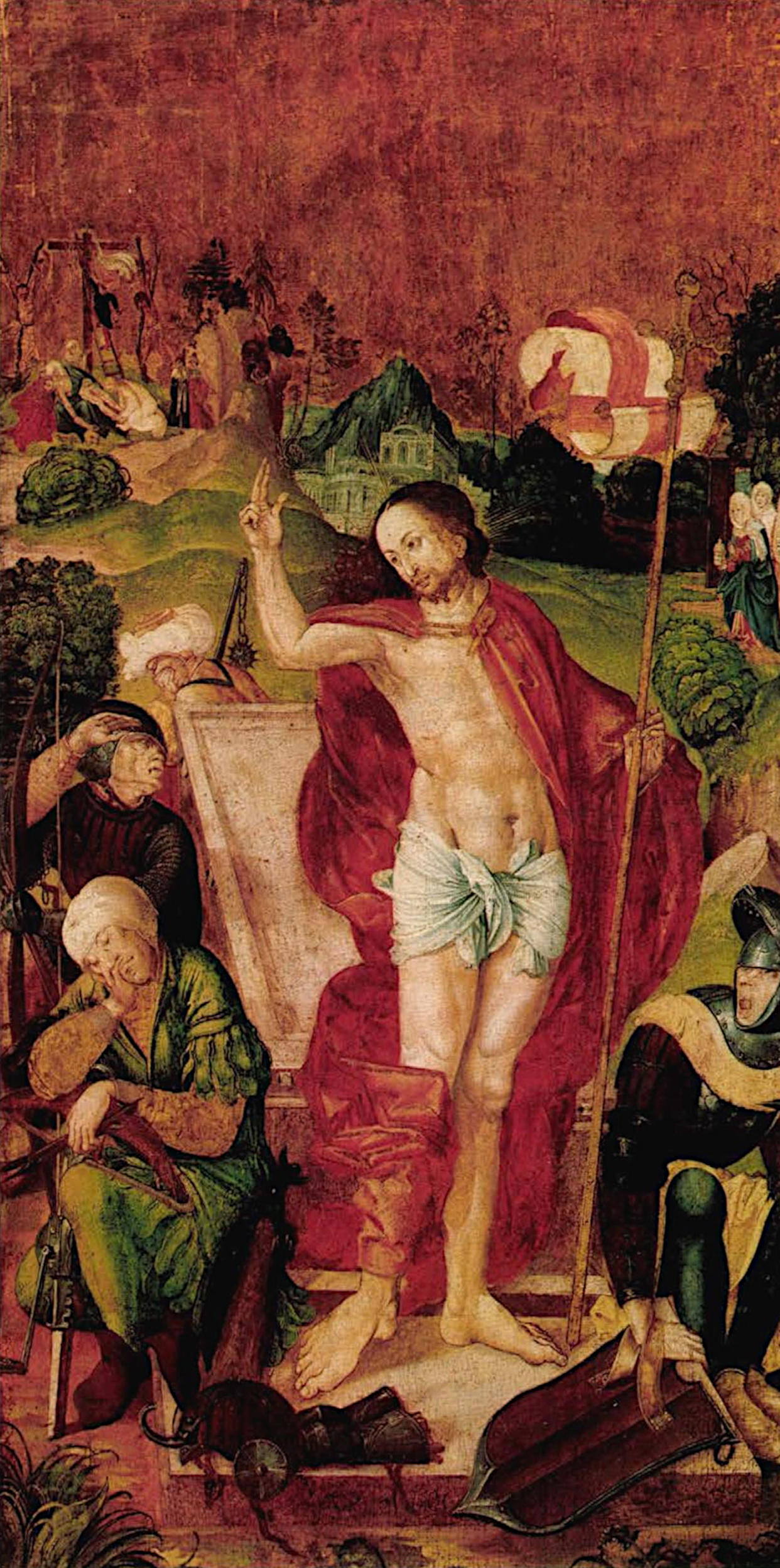
M S mester: Föltámadás (Keresztény Múzeum, Esztergom)

### Húsvétvasárnap
Délelőtt ünnepi szentmisét tartanak.
A húsvét akkora ünnep az egyházban, hogy nem csak egy, hanem nyolc napon keresztül ünnepelik. Utána még pünkösdig húsvéti idő van.

### Húsvéthétfő
A húsvéthétfőnek egyházi jelentősége nincs, kizárólag népszokások köthetők hozzá (például: locsolkodás).

## Húsvéti népszokások

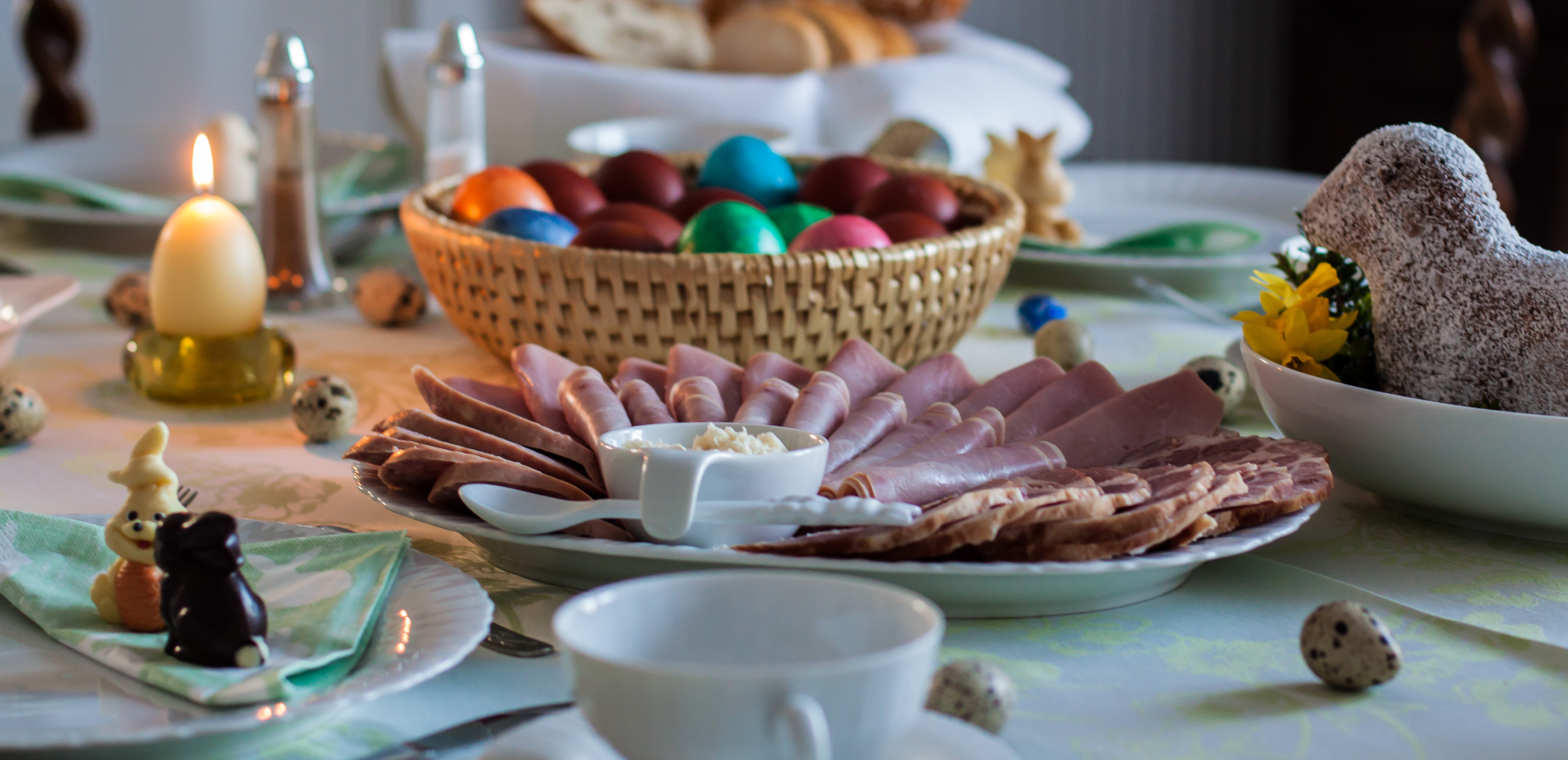
Húsvétvasárnapi reggeli

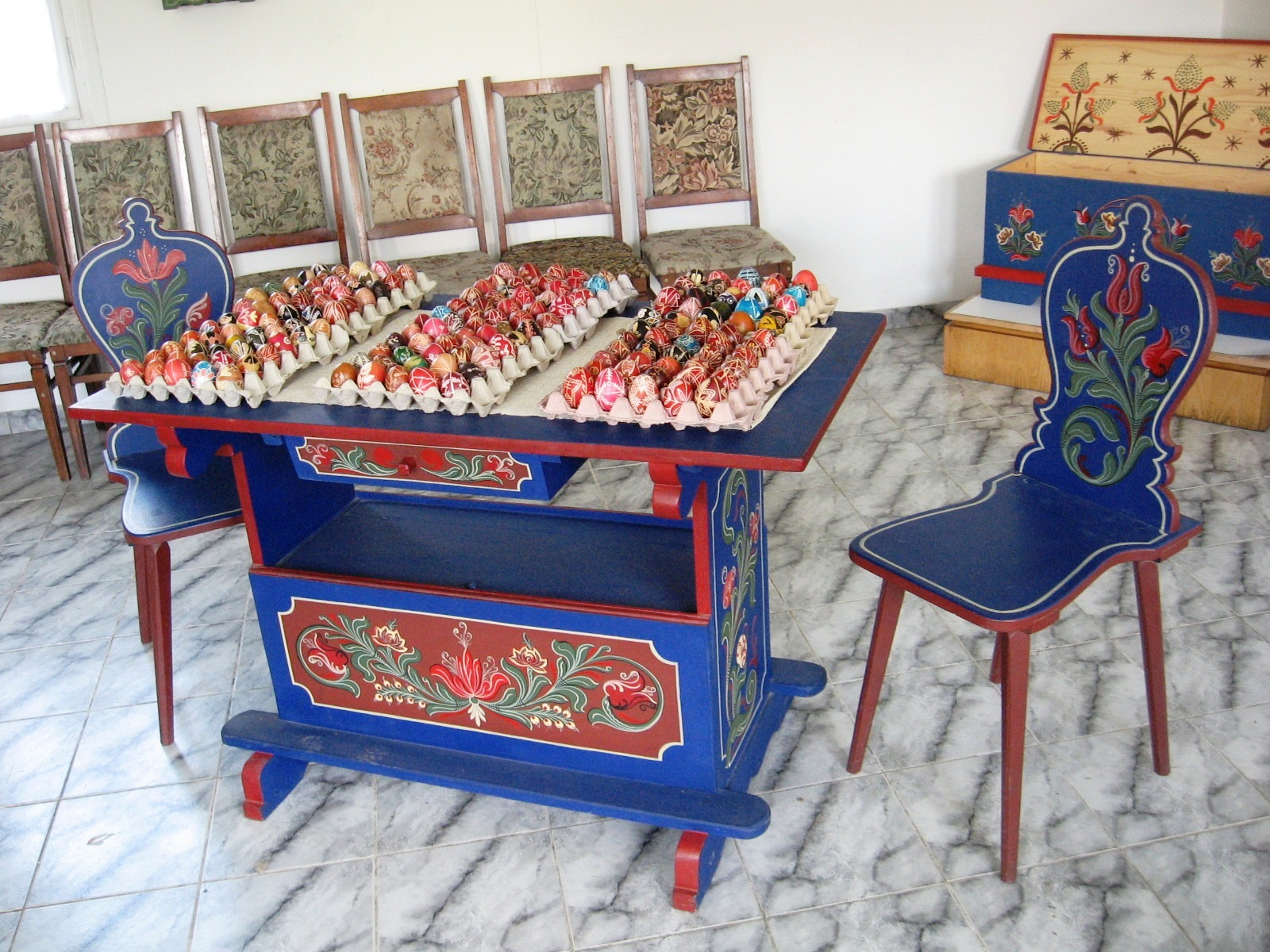
Húsvéti szimbólum – hímes tojások (Csernátoni múzeum)

### Húsvétvasárnap
Ehhez a naphoz tartozott az ételszentelés hagyománya. A délelőtti misére letakart kosárral mentek a hívők, melyben bárányhús, kalács, tojás, sonka és bor volt. A húsvéti bárány Jézus áldozatát, a bor Krisztus vérét jelképezi. A tojás pedig az újjászületés jelképe. Az egészben főtt tojás ugyanakkor a családi összetartást is jelképezi. A magyar néphagyomány szerint a családtagoknak együtt kellett elfogyasztaniuk a húsvéti tojásokat, hogy ha valamikor eltévednének az életben, mindig eszükbe jusson, hogy kivel fogyasztották el a húsvéti ételeket, és mindig hazataláljanak. A húsvét ünnepe akkora ünnep az egyházban, hogy nem egy napon keresztül, hanem nyolc napon keresztül ünnepelik. Utána még több héten át húsvéti idő van.

### Húsvéthétfő
A húsvéti ünnepkör minden napját sokszorosan átszövik a népi vallásosság által teremtett szokások. Ezen a napon sok népszokás él, például a locsolkodás, a hímes tojás ajándékozás. A víz megtisztító, megújító erejébe vetett hit az alapja ennek a szokásnak, mely aztán idővel mint kölnivel vagy vízzel való locsolás maradt fenn napjainkig. Egy legenda szerint a Krisztus sírját őrző katonák a feltámadás hírét vevő, ujjongó asszonyokat igyekeztek lecsendesíteni úgy, hogy lelocsolták őket. Régi korokban a piros színnek védő erőt tulajdonítottak. A húsvéti tojások piros színe egyes feltételezések szerint Krisztus vérét jelképezi. A tojásfestés szokása és a tojások díszítése az egész világon elterjedt. Más vélekedések szerint a húsvét eredetileg a termékenység ünnepe, amely segítségével szerették volna az emberek a bő termést, és a háziállatok szaporulatát kívánni. Így kötődik a nyúl a tojáshoz, mivel a nyúl szapora állat, a tojás pedig magában hordozza az élet ígéretét. A locsolkodás is az öntözés utánzásával a bő termést hivatott jelképezni.

### A húsvéti szokások értelmezése a Biblia alapján
Az eredeti zsidó ünnepről az Ószövetségben olvashatunk. Ennek a lényege röviden az, hogy a zsidó nép Egyiptomból való szabadulásának emlékére rendelte Isten az ünnepet az alábbi rendtartás szerint:
Egy hétig a szabadulás előtt csak kovásztalan kenyeret ehettek a zsidók, tehát a tilalom nem a húsra vonatkozott, hanem a kovászra. A szabadulás napján az egy esztendős bárányt (vagy kecskét) tűzön sütve kellett elkészíteni, tilos volt a nyers és a vízben főtt hús fogyasztása (lásd 2Móz 12)
A katolikus hívők Jézus negyven napos böjtjére emlékezve nem fogyasztanak húst, az eredeti böjt azonban nem ilyen volt, hiszen Jézus a sivatagba nem vitt kenyeret és vizet sem, mert a kísértő azt kérte tőle, hogy változtassa a köveket kenyérré, ha tehát lett volna nála kenyér, ez nem lett volna kísértés. Jézus azonban így válaszolt a kísértésre: „Nem csak kenyérrel él az ember, hanem minden igével, amely Istennek szájából származik.” (Máté 4,4) Tehát itt is megerősítést nyer az, hogy kenyeret nem fogyasztott. Ahogyan Mózes sem, amikor a Sinai-hegyen „ott vala az Úrral negyven nap és negyven éjjel, kenyeret nem evett, vizet sem ivott”. (lásd 2Móz 34,28)

### Húsvéti ételek
Ma Magyarországon húsvétkor szokásosan füstölt sonkát, tojást, fonott kalácsot, egyes régiókban sárgatúrót, szárazkolbászt, valamint különféle édességeket tesznek az asztalra. Németországban gyümölcsös sajttorta, Hollandiában Paasbrood kenyér, Svédországban heringgel és hagymával rakott burgonya, Görögországban és Olaszországban bárány kerül az étkezők elé.